# 皇家礼拜堂 (布赖顿)
皇家礼拜堂（Chapel Royal）是英格兰南部城市布赖顿-霍夫的一部分--布赖顿中心的一座18世纪教堂。
这是布赖顿的第二座圣公会教堂，兴建该堂是为了鼓励摄政王在住在布赖顿的时候，更多地去教堂参加礼拜。1793年，摄政王为教堂奠基；1795年，他参加了第一次开堂礼拜。后来摄政王在一次讲道时被冒犯，于是停止参加该堂的礼拜。1896年，该堂升格为牧区，成为布赖顿最重要的教堂之一。
1992年7月30日，皇家礼拜堂列为II*级登录建筑。